# Ouroux-sur-Saône
 Ouroux-sur-Saône  es una población y comuna francesa, en la región de Borgoña, departamento de Saona y Loira, en el distrito de Chalon-sur-Saône y cantón de Saint-Germain-du-Plain.

## Demografía
| 1697 | 1842 | 1815 | 2099 | 2294 | 2504 |
| Para los censos de 1962 a 1999 la población legal corresponde a la población sin duplicidades (Fuente: INSEE [Consultar]) |      |      |      |      |      |